# Tunel Generála Milana Rastislava Štefánika
Tunel Generála Milana Rastislava Štefánika je železniční tunel na trati Veselí nad Moravou – Nové Mesto nad Váhom, nachází se mezi stanicemi Vrbovce a Brestovec. Prochází kopcem Poľana, proto se mu říká také Tunel pod Poľanou. Je dlouhý 2 422,9 metru, nachází se v nadmořské výšce 386 až 398 metrů.
Stavba tunelu byla zahájena v červenci 1923 a ukončena v září 1926, dopravě slouží od prosince 1927, kdy byl pojmenován podle Milana Rastislava Štefánika. Na jeho stavbě pracovalo 1443 lidí, šest dělníků při ražení tunelu položilo životy: připomíná je pomník před brestoveckým nádražím. K ražení tunelu byla použita rakouská tunelovací metoda, břidlice byla odstřelována dynamitem, stavbu komplikovaly podzemní prameny vody i výtrysky metanu. Přemístěno bylo 143 000 krychlových metrů horniny, náklady se odhadují na třicet pět milionů tehdejších korun. Ve své době byl nejdelšími tunelem v Československu, v roce 1931 tento rekord překonal Bralský tunel u Handlové dlouhý přes tři kilometry.